# Gustav Meßmann
Gustav Meßmann auch Messmann (* 20. Februar 1879 in Lage; † 25. August 1944 ebenda) war ein deutscher Architekt und Politiker (DVP).

## Leben
Meßmann war das siebte von zehn Kindern des Maurermeisters Hermann Heinrich Christoph Meßmann und dessen Ehefrau Friederike Wilhelmine Maria geborene Wiedemeyer (1843–1917). Der Vater war Inhaber eines Baugeschäftes und Stadtverordneter in Lage.
Meßmann besuchte die Rektorschule in Lage und ging danach bei seinem Vater in die Lehre. 1897 besuchte er das Technikum Strelitz, im Wintersemester 1897/98 schrieb er sich an der Technischen Hochschule Hannover, Abteilung Hochbau, ein. Nach dem Sommersemester 1898 zog er nach Berlin. Dort arbeitete er nach eigenen Angaben für Alfred Messel. 1899/1900 war er Einjährig-Freiwilliger im Kaiser Alexander Garde-Grenadier-Regiment Nr. 1. Im Wintersemester 1902/1903 war er Zuhörer an der Technischen Hochschule München.
Am 29. September 1903 wurde er zum Stadtbaumeister in Lage ernannt. Dieses Amt war ein Ehrenamt, er arbeitet daneben als Privatarchitekt.
1908 heiratete er Helene Hanke (1888–1979), die Tochter des Baumeisters Adolf Hanke aus Lage. Das Ehepaar hatte zwei Töchter und zwei Söhne.
1914 bis 1918 war er Soldat im Ersten Weltkrieg und war in Russland und Frankreich eingesetzt.
-
1923 schied er nach 20 Jahren aus dem Amt des Stadtbaumeisters aus und Otto Stücker wurde (nun hauptamtlich) sein Nachfolger.

## Politik
Als Liberaler schloss er sich der DVP an. 1924 wurde er Stadtverordneter in Lage, später war er zeitweise stellvertretender Bürgermeister. Bei der Landtagswahl in Lippe 1925 kandidierte er für die DVP für den Landtag Lippe. 1929 kandidierte er erneut und wurde in den Landtag gewählt. Er gehörte dem Landtag bis 1932 an und wurde 1931 Vizepräsident des Landtags.

## Werk
Meßmann war der Architekt zahlreicher Gebäude, überwiegend von Wohngebäuden im Freistaat Lippe. Vielfach sind die Häuser im Heimatschutzstil errichtet. Das hohe Walmdach mit einem Uhrentürmchen und die Haube des polygonen Eckturmes des Rathauses in Lage wurde von 1904 bis 1905 nach seinen Plänen gebaut. 1897 erbaute er die ehemalige katholische Kirche in Lage. Das um 1911 erbaute Wohnhaus des Guts Volkhausen und die 1925 in Bad Salzuflen von ihm erbaute Schüler’sche Villa stehen unter Denkmalschutz.
Auswahl

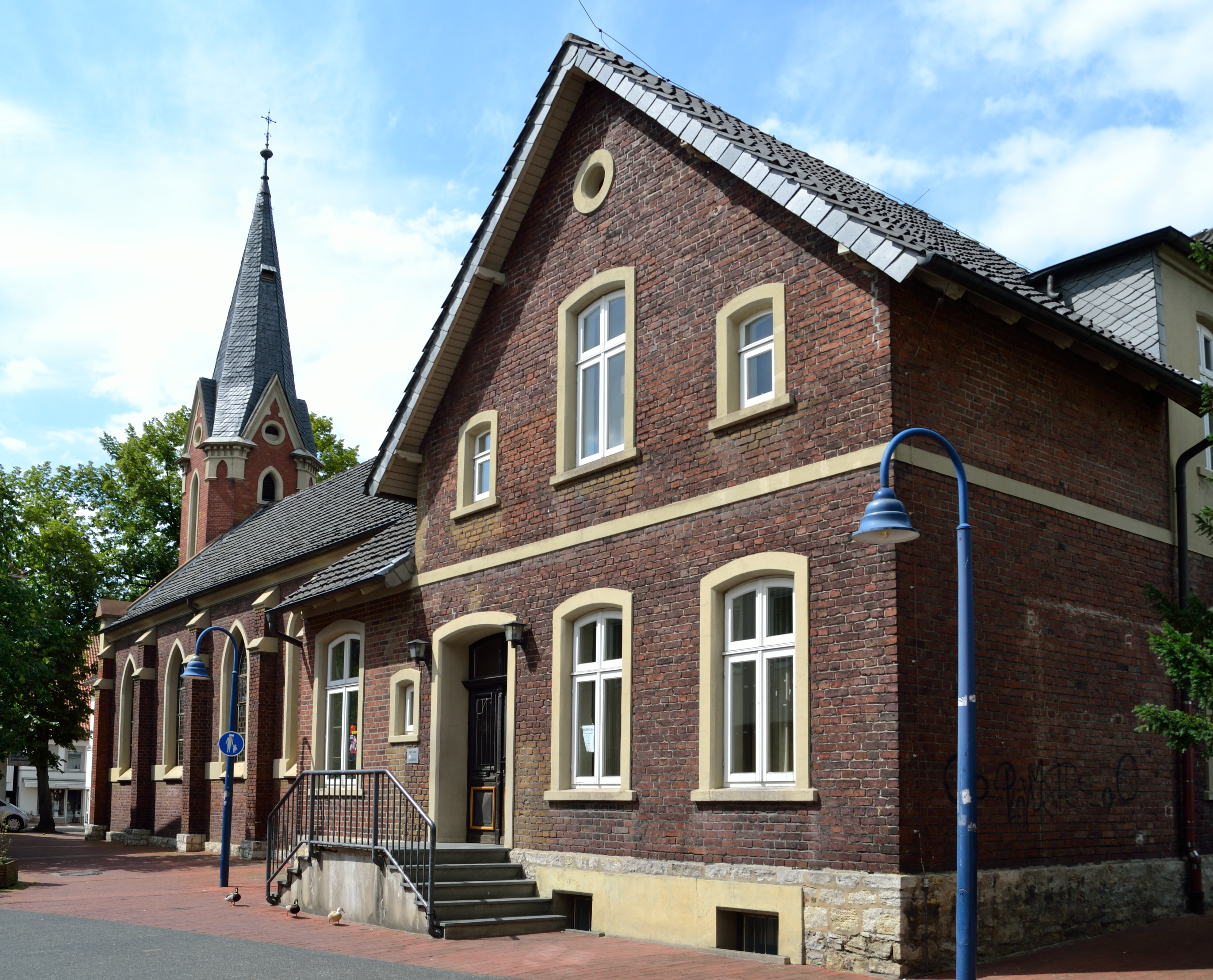
Ehemalige katholische Kirche Lage, erbaut 1897
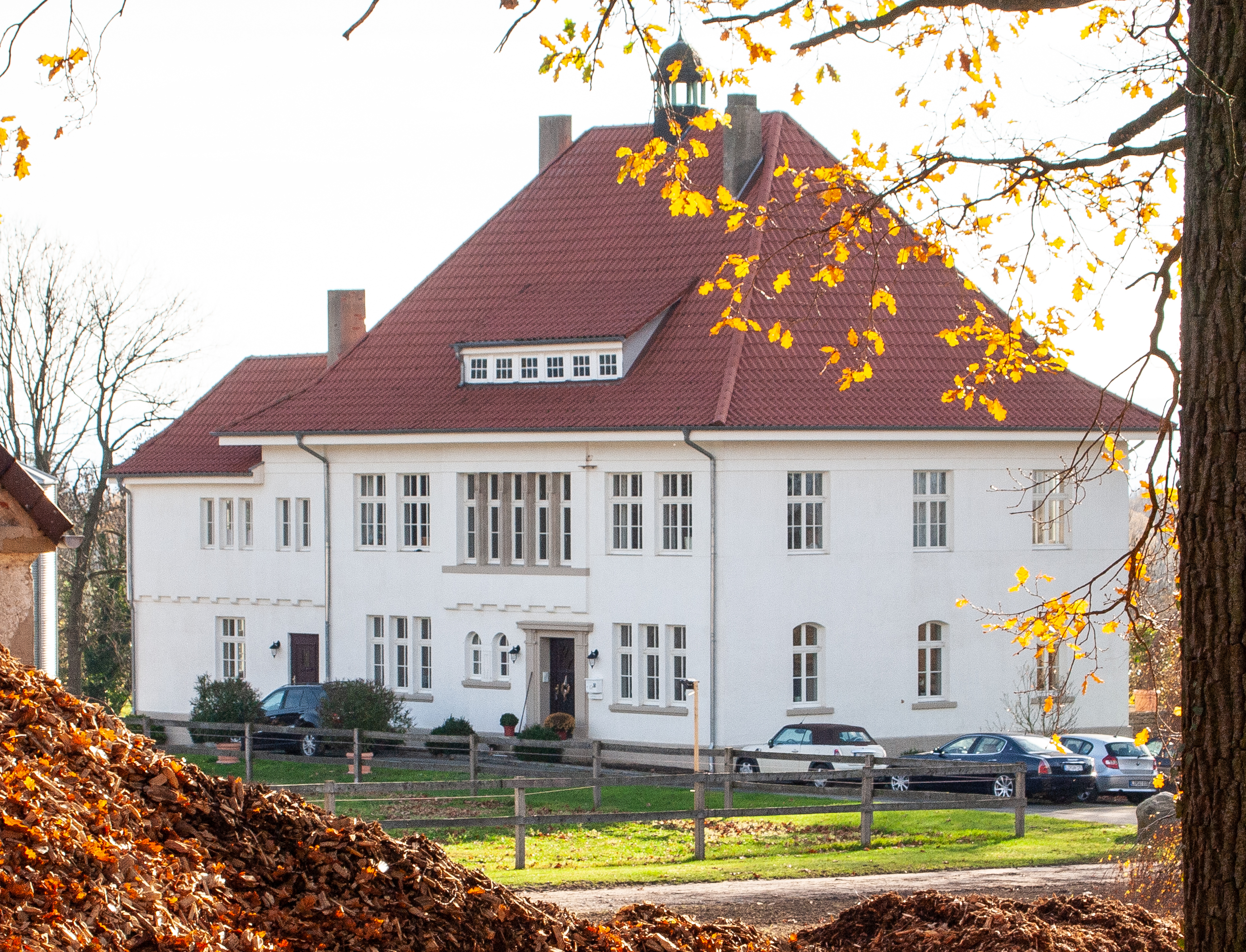
Gut Volkhausen, erbaut um 1911
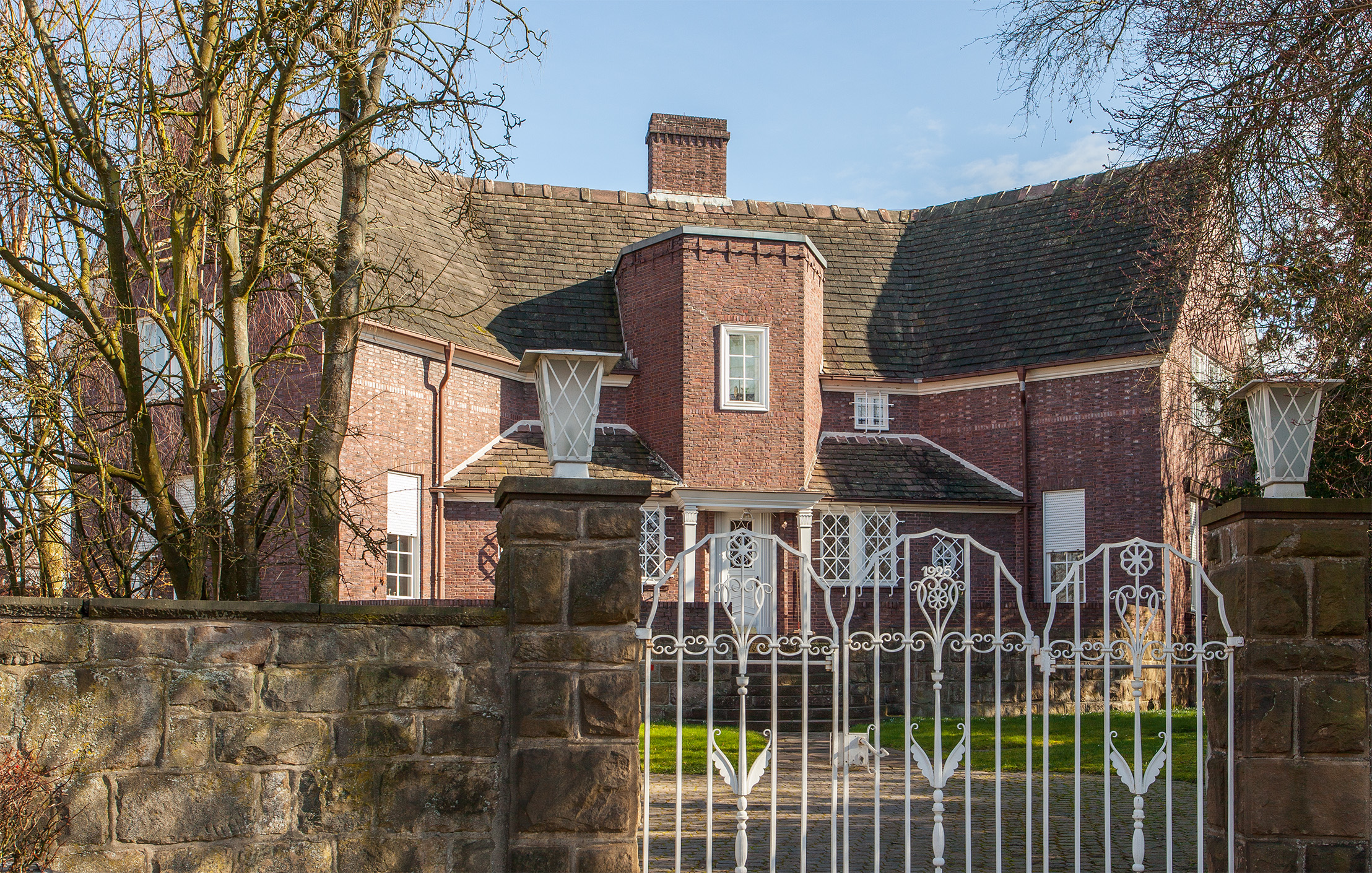
Schüler’sche Villa in Schötmar, erbaut 1925